# Cronica ecclesiae Ripensis
Die Cronica ecclesiae Ripensis (deutsch Chronik der Kirche von Ribe) ist eine kurze historische Darstellung des Bistums Ribe im dänischen Jütland. Sie wurde um 1230 verfasst.

## Inhalt
Die Chronik beschreibt die Geschichte des Bistums angefangen von den ersten Missionsversuchen Ansgars im 9. Jahrhundert. Geschildert wird der Bau der ersten Kirche in Ribe um 860 und die Gründung des Bistums 948. Es folgt knapp die Geschichte der ersten Bischöfe: Der erste Bischof Leofdag (“Leofdanus”) erlitt das Martyrium. Sein Nachfolger Odinkar wird als Neffe von Knut dem Großen geschildert. Auf ihn folgten sein Sohn Christian, der nicht aus anderen Quellen bekannt ist, und sein Enkel „Jareld“, der vermutlich mit dem 1113 erwähnten Bischof Gerald identisch ist. Dagegen fehlt der bei Adam von Bremen erwähnte Oddo. Die folgenden Bischöfe sind auch aus anderen Quellen bekannt: Unter Thore begann den Bau des romanischen Doms. Er fiel 1134 in der Schlacht bei Fodevig. Über Nothulf (“Nothel”) und Ascer weiß der Chronist nichts zu berichten.
Mit dem nächsten Bischof, dem aus Flandern stammenden „Helias“ (1142–1162), ändert sich die Form der Darstellung. Sie enthält mehr Angaben über die Persönlichkeit des Bischofs, die Umstände seiner Wahl und die Lage seines Grabes. Unter Helias wurde das Domkapitel gegründet, worüber ausführlich berichtet wird. Die Chronik berichtet auch von Auseinandersetzungen zwischen Bischof und Kanonikern über die Regeln und gibt Listen der Besitztümer des Bistums wieder. Aus der Amtszeit von Ralph (“Radulphus”) (1162–1170), dem aus England stammenden ehemaligen Kanzler von Waldemar I., zitiert die Chronik einen Brief von Papst Alexander III. Ralphs Versuch, Leofdag heiligsprechen zu lassen, scheiterte an einem Feuer im Dom, bei dem die Reliquien zerstört wurden. Sein Nachfolger „Stephan“ (1171–1182) wird als Heiliger gepriesen.
Bei der Beschreibung der Einsetzung von „Omer“ berichtet die Chronik, dass er 1182 von Papst Lucius III. vom Bistum Børglum nach Ribe versetzt worden sei. Saxo Grammaticus dagegen schreibt, Omer sei 1178 in Ribe eingesetzt worden. Aus beiden Bistümern liegen Urkunden von einem Bischof Omer aus dem Sommer 1183 vor.
Der nächste Bischof Olaf wird nur kurz abgehandelt. Von der Wahl von Tuvo 1214 wird berichtet, dass er als erster Bischof gegen den Willen des Königs vom Kapitel gewählt wurde. Der Text endet mit seiner Beerdigung 1230.

## Stil, Quellen und Verfasser
Die Chronik ist in Latein verfasst und umfasst nur 7 Seiten. Der Sprachstil ist knapp und sachlich. Ausführlich ist vor allem die Zeit seit der Gründung des Domkapitels 1145 dargestellt. Als Verfasser wird ein Kanoniker des Ripener Domstifts angenommen, der auf Dokumenten aus dem Archiv des Domkapitels zurückgreifen konnte. Da diese inzwischen meist verloren sind, stellt die Chronik ab etwa 1145 eine wichtige Quelle dar für die lokale Geschichte, gerade in Fällen, in denen die Chronik anderen chronistischen Werken widerspricht. Für die früheren Zeiten scheint der Verfasser sich dagegen vor allem auf lokale und mündliche Überlieferungen verlassen zu haben.

## Editionen
Das einzige mittelalterliche Manuskript der Cronica ecclesiae Ripensis wurde 1570 von Anders Sørensen Vedel (1542–1616) abgeschrieben und bis 1569 ergänzt und 1708 von Peter Terpager ediert. Das Original ging 1728 beim Kopenhagener Stadtbrand zusammen mit der Universitätsbücherei verloren.
Lateinischer Text
- Chronicon Ecclesiæ Ripensis seu Annales Episcoporum Ripensium quos ex veteri codice manuscripto eruit et edidit Petrus Terpager. Hauniæ 1708. (nach Handschrift des 16. Jahrhunderts)
- Chronicon ecclesiæ Ripensis, seu Annales episcoporum Ripensium, commentario Cornelii Hamsfortii illustratum. In: Jacobus Langebek, Petrus Fridericus Suhm (Hrsg.): Scriptores rerum Danicarum medi aevii. Band 7, 1792. S. 182–209.  (nach Terpager 1708 mit Varianten)
- E. Jørgensen: Ribe Bispekrønike. In: Kirkehistoriske Samlinger. Ser. 6, Vol. 1. 1933–1936, S. 23–33. (Zusammenstellung aus verschiedenen Handschriften)

Dänische Übersetzung
- H. Søgaard: Ribebispekrønike. Fra Ribe Amt 18. 1972–1974. S. 260–273 (mit Kommentar)